# Ficus romeroi
Ficus romeroi är en mullbärsväxtart som beskrevs av Armando Dugand. Ficus romeroi ingår i släktet fikonsläktet, och familjen mullbärsväxter. Inga underarter finns listade i Catalogue of Life.